# Білий лотос
Бі́лий ло́тос (кит. «Бай лян цяо») — таємне товариство у Китаї, що виникло в 13 столітті з секти буддистів, яка існувала з 4—5 ст.
Об'єднуючи народні низи, товариство «Білий лотос» боролося проти монгольських завойовників та феодальної експлуатації.
З 17 століття товариство «Білий лотос» не раз керувало повстаннями проти маньчжурської династії Цін.
Участь у «Білому лотосі» каралася смертю.
Наприкінці 19 століття «Білий лотос» дав початок ряду товариств, що виступали проти маньчжурів і західно-європейських імперіалістів.